# Клапем (Лондон)
Кла́пем (англ. Clapham, /ˈklæp.əm/, также Клэпхэм) — район в юго-западном Лондоне, в основном лежащий в пределах округа Ламбет, но частично, в том числе в виде парка Клапем-Коммон, простирающийся в округ Уондсуэрт.
Две трети населения района составляют белые, в том числе здесь находится одна из крупнейших диаспор австралийцев.
Крупная железнодорожная станция Клэпхем-Джанкшен названа в честь района, но располагается в 1,6 км от его границы в соседнем районе Баттерси.
В районе базируется футбольная команда «Клэпем Роверс», победитель Кубка Англии 1880 года.

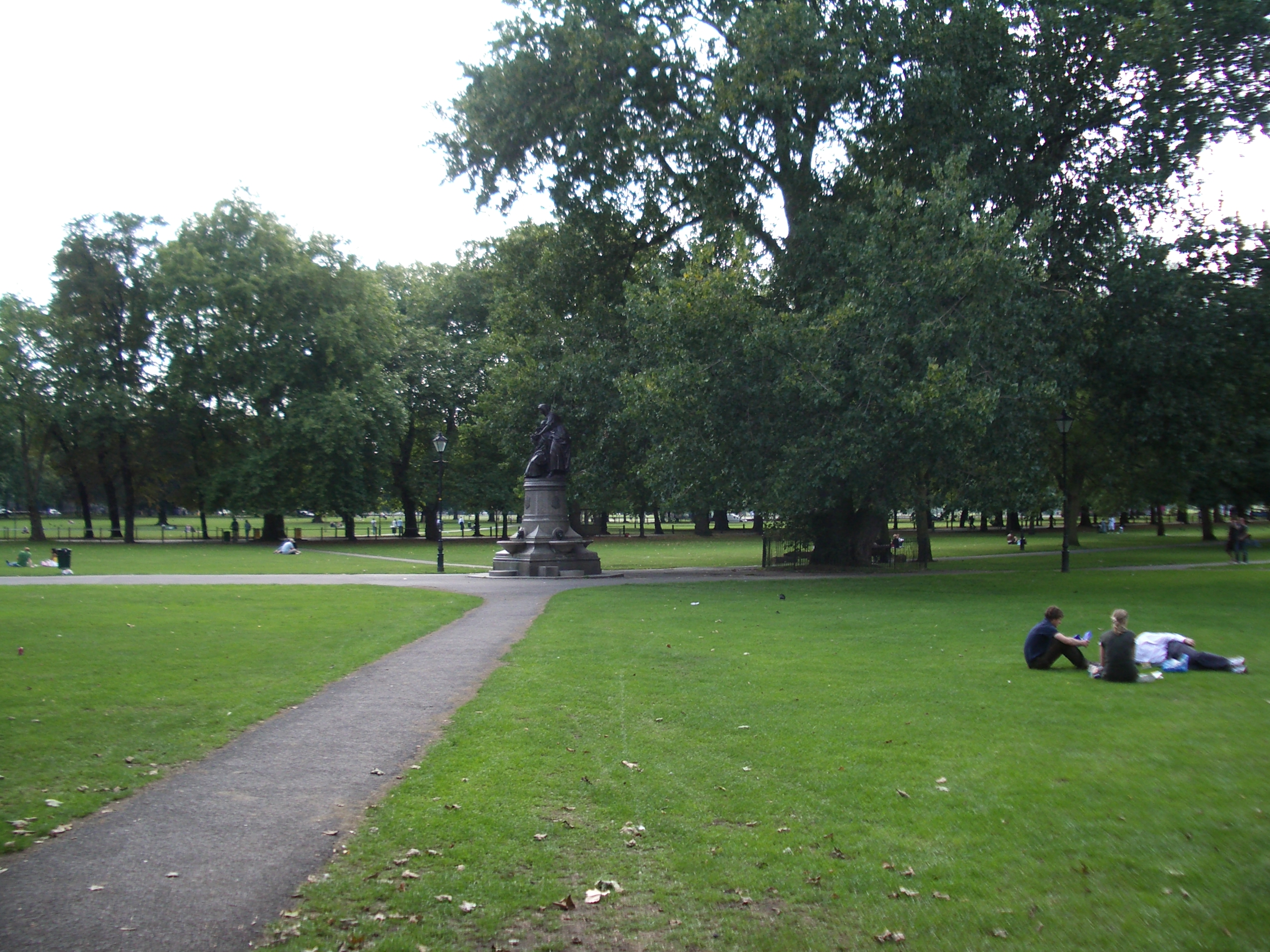
Парк «Клапем-Коммон»